# Achterwillens
Achterwillens is een buurt in de wijk Gouda Noord in het oosten van de gemeente Gouda, in de Nederlandse provincie Zuid-Holland. De buurt is gelegen nabij de Reeuwijkse plassen en de Goudse Hout.
Het buurtbeeld van Achterwillens is divers. Een aantal straten heeft vooroorlogse, veelal vrijstaande bebouwing, terwijl het zuiden van de buurt vooral bestaat uit flats en het noorden uit rijwoningen. In 2008 woonden er in de buurt 4.522 mensen.

## Ontstaan
De Achterwillens is ontstaan bij de ontginning van de polder Willens. De geschiedenis van de polder Willens gaat terug naar het Hollandveen in de periode tussen de jaren 1000 en 1050. Het Hollandveen besloeg het land tussen de Hollandse duinen tot aan de hogere zandgronden van de Utrechtse Heuvelrug. Een groot deel van dit gebied lag destijds 4 tot 6 meter boven de zeespiegel. Rond het jaar 1000 werd er op diverse plaatsen een begin gemaakt met “de grote ontginning” van dit immens grote veengebied. Lange tijd waren de gebieden Het Land van Stein, Willens en Ouwe Gouwe één geheel en maakte deel uit van de Heerlijkheid van Haastrecht. In verschillende fasen van ontginning van Willens ontstonden de Voor-, Midden- en Achterwillens. De naam Willens is waarschijnlijk afkomstig van “wildernis”. Dit gebied moet inderdaad een wildernis zijn geweest en bestond, afhankelijk van de bodemgesteldheid, uit diverse begroeiingen. Op de lage zeer vochtige plekken groeide voornamelijk grassen en mossen terwijl op de hogere plekken wilgen, elzen en berken groeiden. Deze omgeving zouden wij nu aanduiden als oerbos en moeras.

## De start van de ontginning

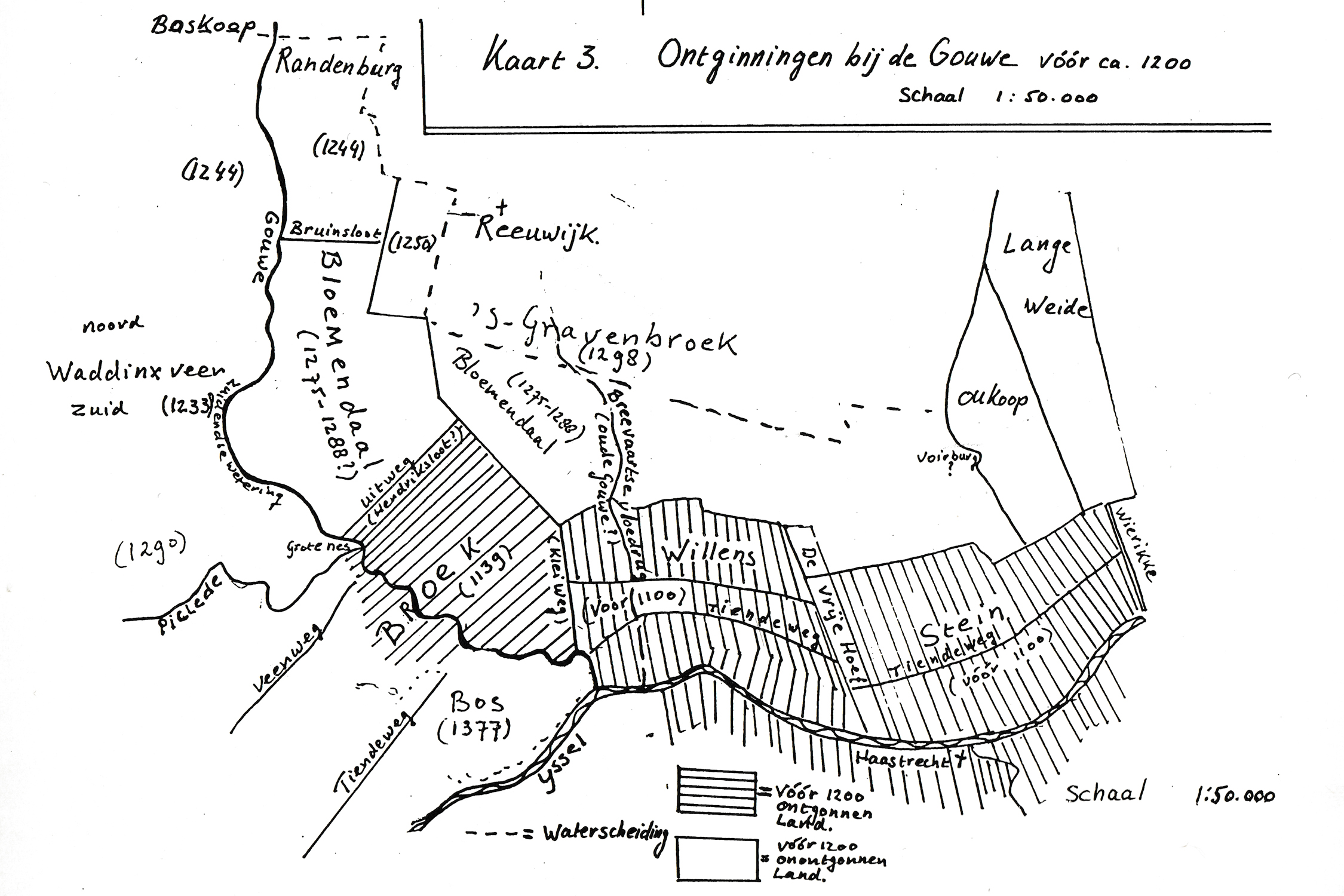
Ontginningen bij de Gouwe

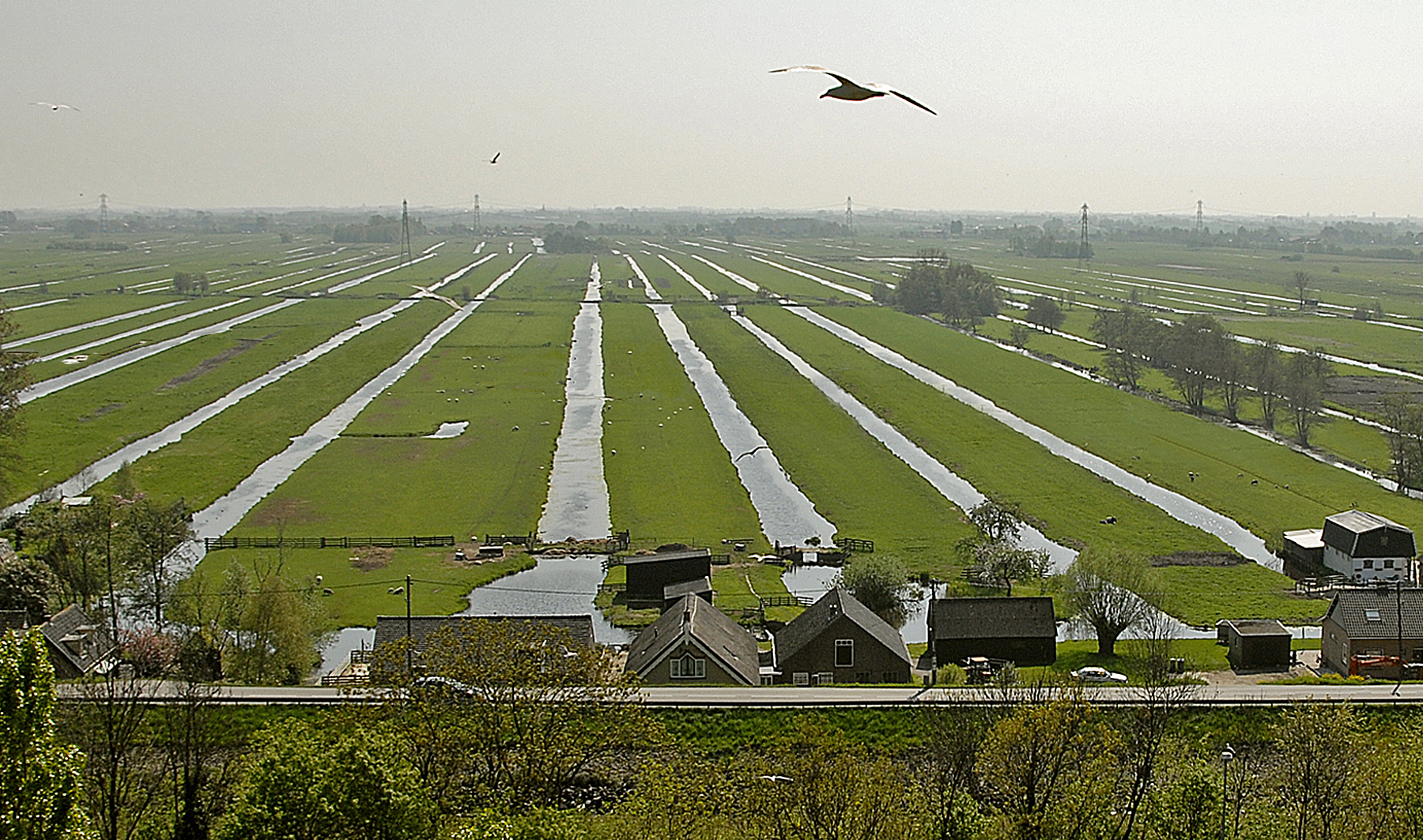
Verkaveling zichtbaar in het huidige landschap

De ontginning begon vanuit Haastrecht. Hieruit werd een begin gemaakt met de ontginning van de polder Stein gevolgd door de polder Willens. Willens besloeg toen het gebied dat wij thans de Goudse stadsdelen Achterwillens, Oosterwei en Goverwelle noemen. Hoewel het gebruikelijk was om vanuit de rivier landinwaarts te werken is het na onderzoek aannemelijk dat in Willens is begonnen met de aanleg van een tweetal veenkaden ook achterkaden genoemd, de latere tiendwegen: de Voorwillenseweg en de Achterwillenseweg. Op deze wijze kon vanaf de Voorwillenseweg naar het zuiden worden ontgonnen richting IJssel en ontstond de Voorwillens en kon naar het noorden worden ontgonnen richting Achterwillenseweg en ontstond de Middenwillens. De Achterwillens is ontstaan toen de ontginning werd doorgezet naar de huidige Platteweg in Reeuwijk.
Bij deze ontginningen werd de breedte van de percelen vastgelegd op 30 roeden, ongeveer 112,5 meter.
Veel van de kavel- (cope) ontginningspatronen is nog te herkennen in de huidige wijken.
In het stadsdeel Achterwillens ligt ook een tweede oude landweg de Wethouder Venteweg. Deze weg was ten tijde van de ontginning onderdeel van de zijkade of zijwende welke liep vanaf de Hollandsche IJssel naar de huidige Platteweg in Reeuwijk. Deze zijkade droeg in zijn volle lengte de naam Platteweg. De loop van deze zijkade is nu nog herkenbaar in de loop van de Joubertstraat, de Zuidelijke Zwarteweg, de Zwarteweg en de Wethouder Venteweg.

## De eerste bebouwing

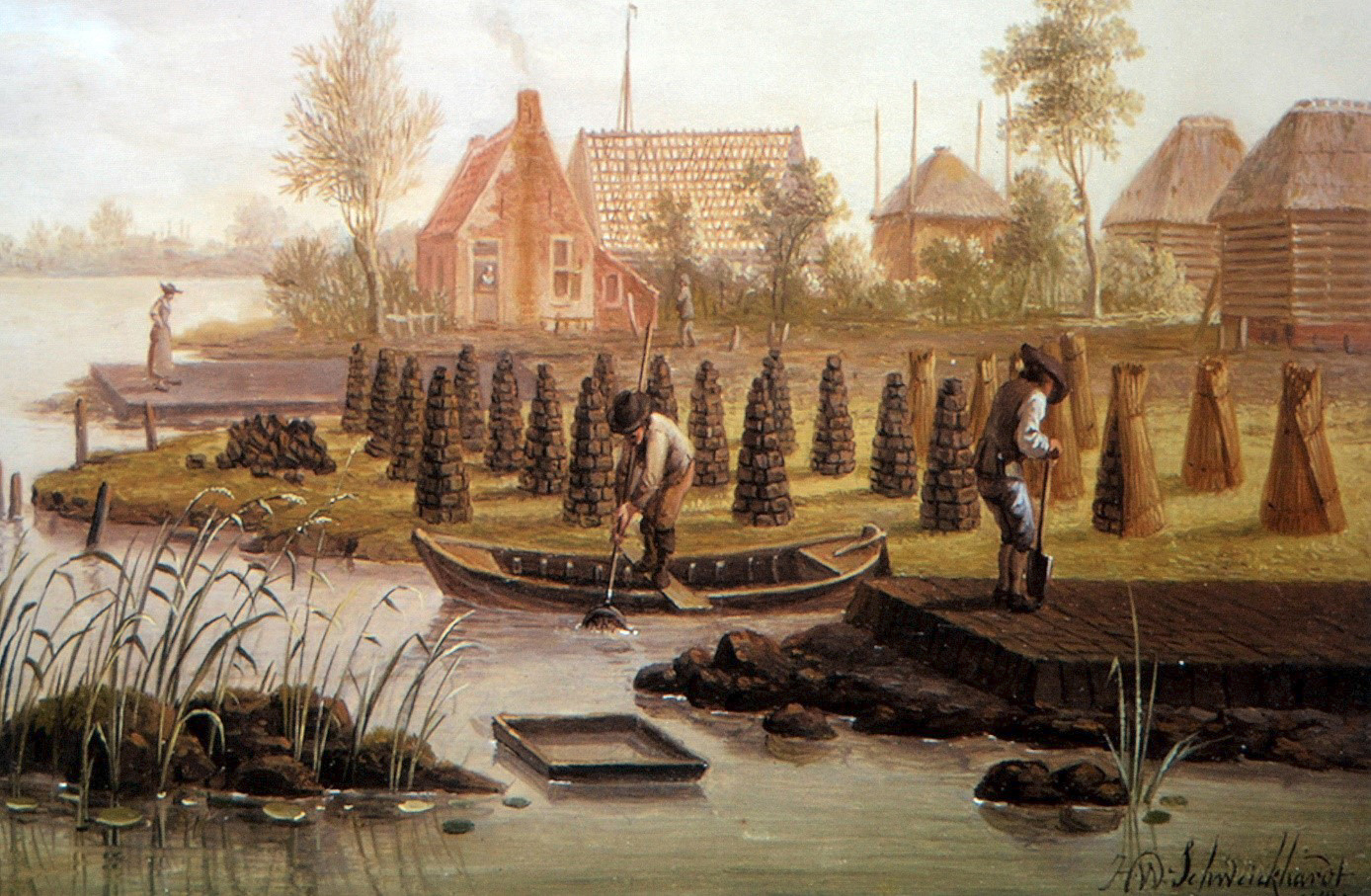
Turfstekende boeren 1783

De eerste bebouwingen in dit ontgonnen gebied bestond uit boerderijen, veelal gebouwd op terpen, omdat bij hoog water in de Hollandsche IJssel het land regelmatig overstroomde. Om deze overstromingen tegen te gaan werden weteringen gegraven waarin het overtollige water kon worden opgevangen om vervolgens via uitwateringssluisjes in de rivier te worden gespuid.
Tot ver in de negentiende eeuw is in dit gebied alleen sprake van agrarische bebouwing en vindt er kleinschalige veenwinning plaats. De Achterwillens was eigenlijk een lege uithoek van Gouda waar zich de Aschpot bevond, de gemeentelijke vuilnisbelt. Zelfs tot in de Tweede Wereldoorlog werd hier stadsvuil gestort. Vanaf het begin van de twintigste eeuw is er sprake van eenvoudige woningbouw.        

## Verdere ontwikkeling

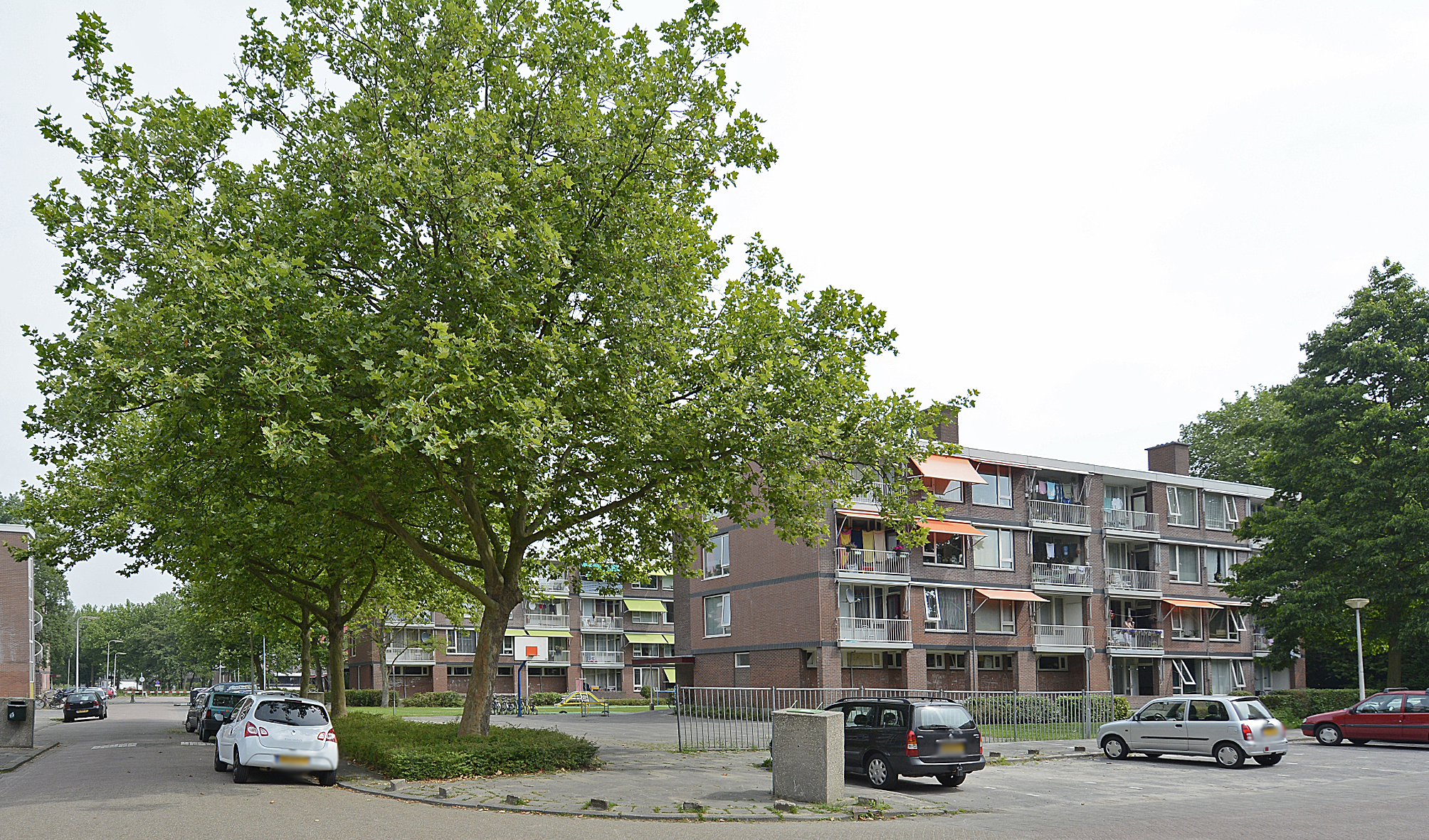
Gloriantplantsoen

Pas na de Tweede Wereldoorlog werden er plannen gemaakt voor verdere woningbouw in Achterwillens, het zou echter tot 1960 duren voordat deze plannen tot uitvoering kwamen en het westelijk deel van Achterwillens werd bebouwd. Er ontstond een buurt welke deels bestaat uit grondgebonden woningen maar ook opvallende portiekflats met 4 woonlagen. Deze flats staan er nog steeds maar zijn inmiddels al twee keer gerenoveerd.

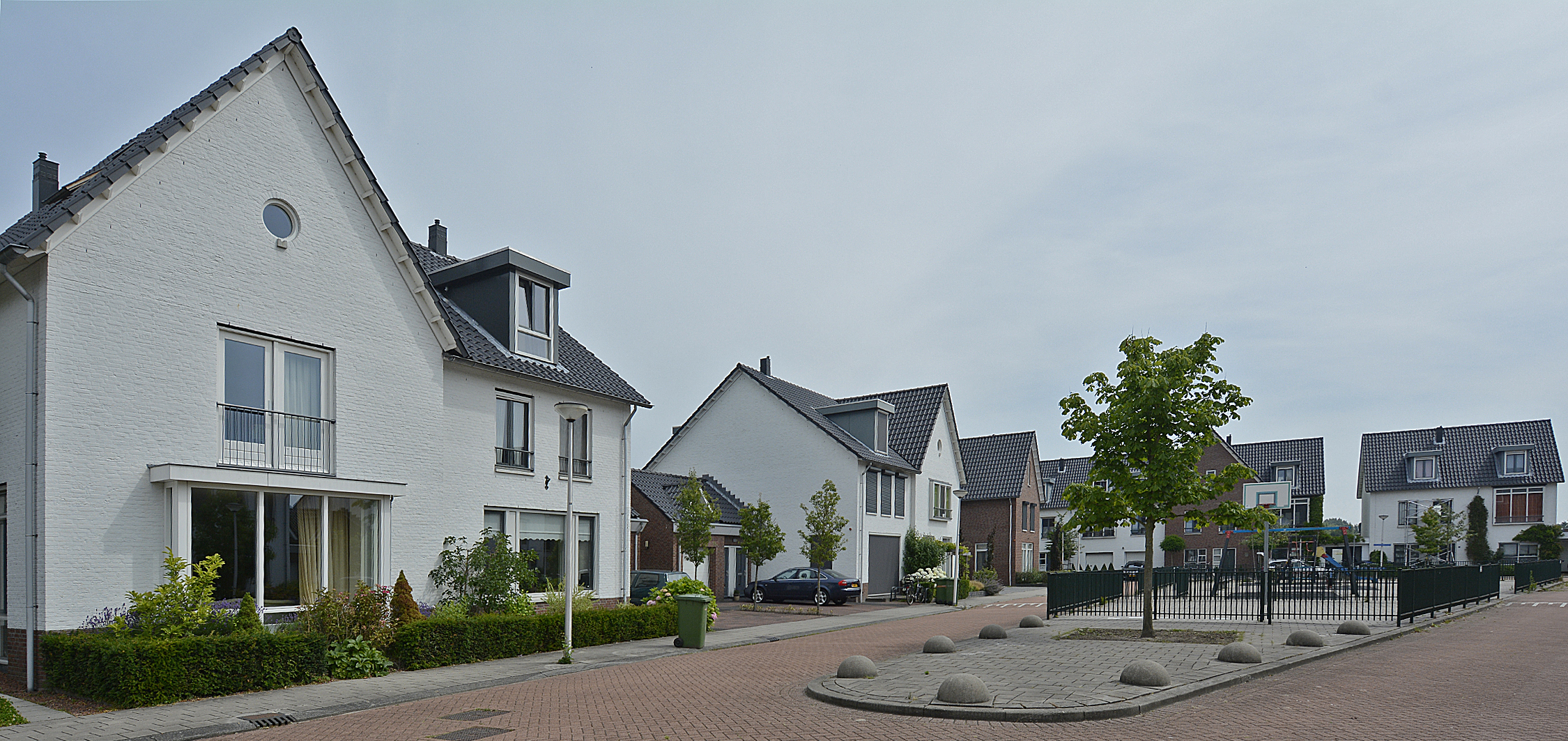
Vlinderplein Middenwillens

In 1965 werd aansluitend het Gloriantplantsoen gebouwd, deze is herkenbaar door de galerijflats afgewisseld met groenvoorziening, karakteristiek voor de naoorlogse wederopbouw periode.
Tussen 1985 en 1995 is de Slagenbuurt gebouwd en bestaat voor een groot deel uit traditionele bouw met grondgebonden laagbouw. Het noordoostelijke deel van de Slagenbuurt wordt gevormd door 125 energiearme en met milieuvriendelijke materialen gebouwde laagbouw woningen. Tot slot is de Middenwillens tussen de jaren 2003 en 2018 ontwikkeld met voornamelijk grondgebonden laagbouw in diverse prijsklassen.